# Adam Friedrich von Flemming
Adam Friedrich Graf von Flemming (* 18. März 1687 in Dresden; † 24. Oktober 1744 auf dem Rittergut Hermsdorf) war ein Reichsgraf und königlich-polnischer und kurfürstlich-sächsischer Kammerherr bei August dem Starken.

## Leben
Flemming war der Sohn des Feldmarschalls Heino Heinrich von Flemming und der Dorothea Elisabeth (geborene von Pfuel), der Bruder des Generalleutnants und kursächsischen Kammerherrn Johann Georg von Flemming, und er besaß dank seiner Familie auch das Privileg eines Erbmarschalls von Hinterpommern (seit 1695).

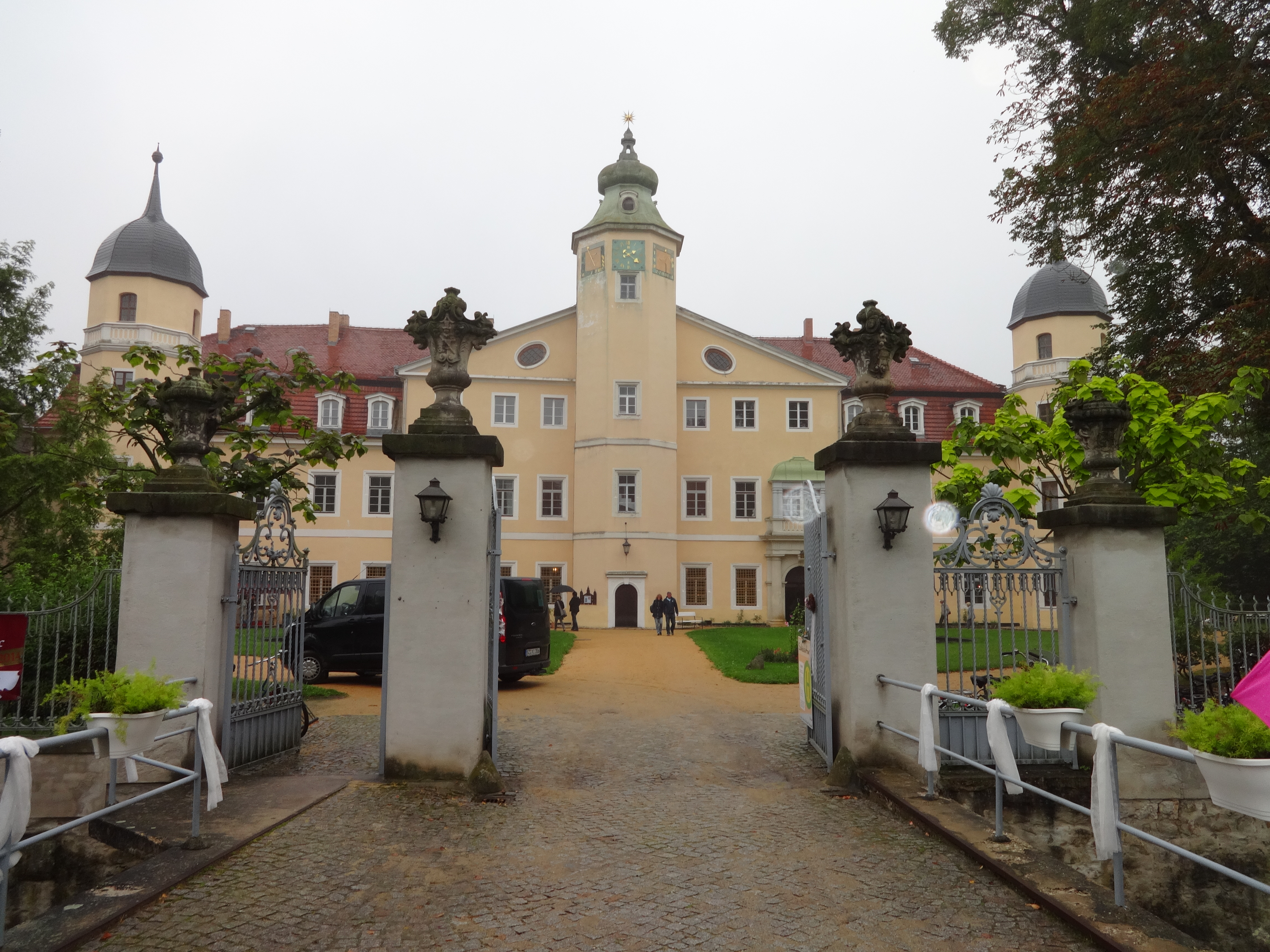
Schloss Hermsdorf, Sachsen

Flemming war seit 1708 mit Katharina von Ahlefeld (1690–1721) vermählt und hatte mit ihr zwei Söhne und sieben Töchter, darunter Eva Charlotta Dorothea (1714–1757), seit 1739 Ehefrau von Hans von Dieskau.
Er ließ nach einem Brand 1729 das Schloss Hermsdorf im Barockstil wiederherstellen, wobei George Bähr an der Planung beteiligt war; er betonte den Mitteltrakt mit einem Dreiecksgiebel, in den ovale Fenster eingefügt sind und bekrönte den Treppenturm mit einer steinernen geschweiften Haube, die an die Treppenturmbekrönungen der Dresdner Frauenkirche erinnert. Außerdem legte Graf Flemming einen Barockgarten mit einem Kanal an.